# Nicolaas Cornelis van Heurn
Jhr. Nicolaas Cornelis van Heurn ('s-Hertogenbosch, 19 maart 1853 - Velp, 25 april 1918) was een Nederlands militair en telg uit het geslacht Van Heurn.

## Levensloop
Van Heurn werd in 1853 in 's-Hertogenbosch geboren als zoon van mr. Willem Cornelis van Heurn, president van de arrondissementsrechtbank en lid van de gemeenteraad van 's-Hertogenbosch, en Anna Maria Romer Keukenschrijver. Hij was kolonel der infanterie van het Koninklijk Nederlandsch-Indisch Leger en van 24 februari 1900 tot 31 juli 1917 commandant van het militair tehuis Bronbeek. Na klachten over de slechte leefomstandigheden en de angstcultuur die heerste in Bronbeek, werd een onderzoekscommissie gestuurd door de minister van Landsverdediging in 1917. Van Heurn zag zich gedwongen ontslag te nemen en hij overleed het volgende jaar. Hij ligt begraven op begraafplaats Heiderust te Rheden (Gelderland).
Van Heurn was getrouwd met Pauline Alexandrine Cornelia Corver. Na haar overlijden in 1889 hertrouwde hij in 1893 met Jeanne Cornelie Pichot Lespinasse.

## Onderscheidingen
- Ridder der 4 klasse in de Militaire Willems-Orde[5]
- Ridder in de Orde van de Nederlandse Leeuw[5]
- Ereteken voor Belangrijke Krijgsbedrijven met batons: "Eervolle Vermelding" (2 keer), "Atjeh 1873-1896"[5]
- Onderscheidingsteken voor Langdurige Dienst als officier "XX"[5]